# Epiphragma (Epiphragma) sackeni
Epiphragma (Epiphragma) sackeni is een tweevleugelige uit de familie steltmuggen (Limoniidae). De soort komt voor in het Neotropisch gebied.